# Erythrogonia onerata
Erythrogonia onerata är en insektsart som beskrevs av Melichar 1926. Erythrogonia onerata ingår i släktet Erythrogonia och familjen dvärgstritar. Inga underarter finns listade i Catalogue of Life.